# Rancho Nuevo del Salto
Rancho Nuevo del Salto är en ort i Mexiko.   Den ligger i kommunen San Felipe och delstaten Guanajuato, i den centrala delen av landet, 300 km nordväst om huvudstaden Mexico City. Rancho Nuevo del Salto ligger 2 015 meter över havet och antalet invånare är 210.
Terrängen runt Rancho Nuevo del Salto är platt söderut, men norrut är den kuperad. Runt Rancho Nuevo del Salto är det ganska glesbefolkat, med 34 invånare per kvadratkilometer. Närmaste större samhälle är San Felipe, 17,0 km nordväst om Rancho Nuevo del Salto. Trakten runt Rancho Nuevo del Salto består i huvudsak av gräsmarker.